# 查爾斯·索姆奈遭杖擊事件
查爾斯·索姆奈遭杖擊事件又名布魯克斯-索姆奈事件，發生於1856年5月22日星期四，地點位於美國參議院議事廳。奴隸制支持者，民主黨籍南卡羅來納州聯邦眾議員普雷斯頓·斯密·布魯克斯，持手杖毆擊廢奴主義者，共和黨籍麻薩諸塞州聯邦參議員查爾斯·索姆奈，以報復索姆奈兩天前的罵街式演講。查爾斯·索姆奈在演講中痛責奴隸主，波及布魯克斯的親戚，奴隸制支持者南卡羅來納州參議員安德魯·巴特勒。是次杖擊差點將索姆奈打死，並急遽加深美國支持與反對奴隸制雙方之間的對立。整起事件象徵「理性交流之崩潰」及已有人開始試圖以暴力手段解決問題。
索姆奈直到1859年12月才重返參議院，麻薩諸塞州立法機構拒絕在此之前安排接替他的人選，將他在參議院的空辦公桌留著，目的是向世人警示這次的襲擊。

## 背景
1856年的堪薩斯州，正陷於「血濺堪薩斯」危機中。參議員查爾斯·索姆奈於5月19日至20日所發表的題為“反堪薩斯之罪行”演講中猛烈批判《堪薩斯-內布拉斯加法案》，長篇大論地主張立即接納堪薩斯為自由州，並進一步譴責「奴主權勢」——即奴隸主及其掌握的政治權力：
這非比尋常的悲劇非源自於任何尋常的權力慾。是對一塊處女地的強姦，迫其入奴隸制之可憎懷抱。其根源或可清晰地上溯回新建奴隸州之墮落慾望，罪行的醜惡產物，期望將奴主權勢加進國家政府中。
索姆奈的言論主要是針對該法案的起草者，伊利諾伊州參議員史蒂芬·阿諾·道格拉斯，和南卡羅來納州參議員安德魯·巴特勒。論及巴特勒時，索姆奈說的是：
這位來自南卡羅來納州的參議員通讀多本騎士小說，自命為充滿榮譽感和勇氣的俠士。他挑了個情婦並對之許諾，誰見了她都嫌醜，只有他始終覺著可愛。世人眼裡視為墮落者，在其眼中是為貞潔——我指的是娼妓，奴隸制度。為了她，他口若懸河。讓她因其品格而受逐，或出阻其四處歡淫之議，那麼，再怎麼放肆的行為，再如何強硬的主張，對此參議員皆不為過。唐吉訶德之狂熱，為其情婦Dulcinea del Toboso而出者，亦瞠乎其後。
索姆奈還嘲諷了巴特勒的言語能力，其受最近的中風所影響：
（他）事事出錯，有時弄錯論述，有時弄錯事實。他開不了口，但錯誤仍從中湧出。
據Manisha Sinha所言，索姆奈因反對《逃奴法》和《堪薩斯-內布拉斯加法案》而遭政敵道格拉斯和巴特勒嘲弄，巴特勒以關乎黑人女性的性暗示來粗鄙地論說索姆奈被跨種族性誘惑所牽繫，一如許多奴隸主會指責廢奴主義者促進跨種族婚姻。
具性暗示的指控也是廢奴主義者的常用詞彙。Williamjames Hoffer指出：「同樣值得注意的是，性暗示也反覆出現在索姆奈的演講中，並非出於偶然或無先例可循。廢奴主義者經常指控奴隸主維持奴隸制為的是了能與其奴隸從事威逼下的性關係。」道格拉斯於其演講中說過：「這該死的傻瓜會害得自己被其他該死的傻瓜弄死。」
巴特勒的遠房表親，眾議員普雷斯頓布魯克斯為之怒不可遏。他後來說，本打算與索姆奈決鬥，還向南卡羅來納州眾議員勞倫斯·馬西隆·凱特請教決鬥儀節。而凱特告訴他，決鬥是社會地位平等的紳士之間的事，而索姆奈和醉漢根本沒什麼兩樣，用語都粗俗不堪。布魯克斯自言得出結論，索姆奈既非紳士，對之就不必以禮自持。對凱特和布魯克斯兩人來說，以持藤條公開抽打的方式來羞辱索姆奈還更合適。

## 攻擊當天

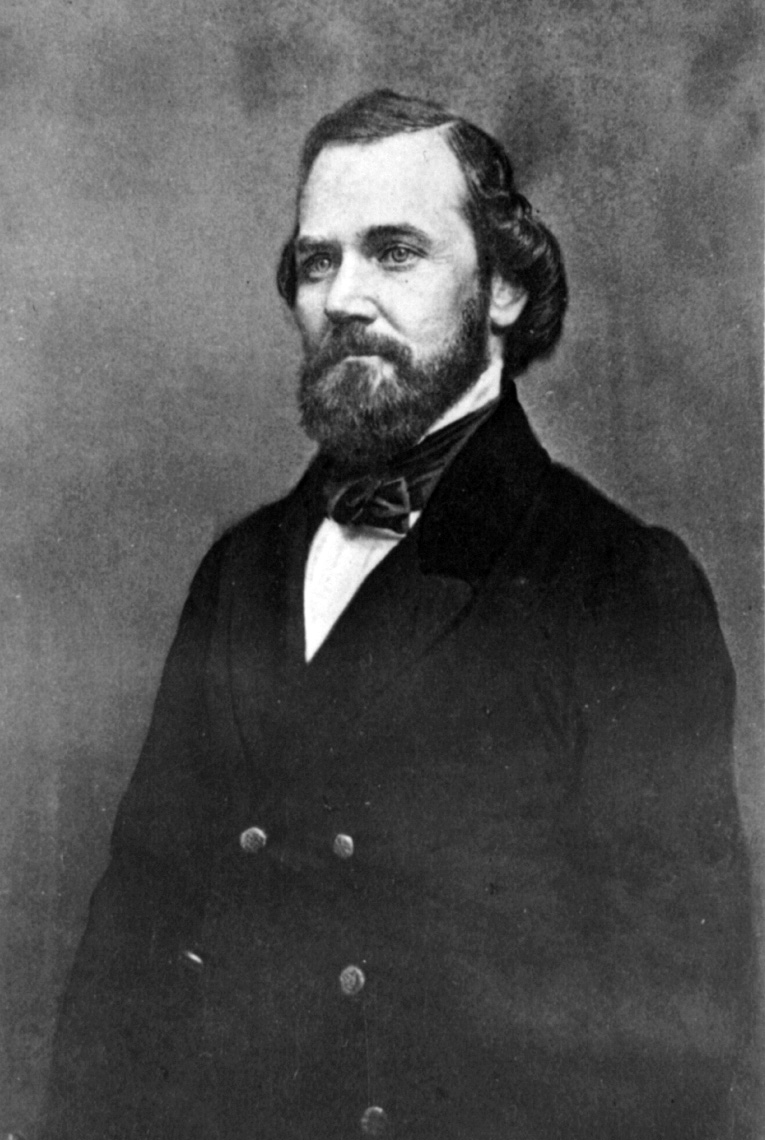
給布魯克斯出主意的勞倫斯·凱特眾議員在布魯克斯毆打索姆奈時與他一道

兩天後的1856年5月22日星期四下午，布魯克斯與凱特，以及另一位盟友，維吉尼亞州眾議員亨利·阿隆佐·艾德蒙森同入參議院議事廳。他們靜待旁聽席清空，格外留意不要有女士在場目睹布魯克斯打算要做的事。他在索姆奈於幾乎空無一人的議事廳裡伏案寫作時與之對峙。「索姆奈先生，我詳讀了兩遍您的講稿，這誹謗了南卡羅來納州，和巴特勒先生，即本人之親屬。」布魯克斯平靜地低聲宣布。索姆奈正要起身時，布魯克斯已拿出一根杖頭鑲金的粗藤棍猛擊其頭部。一擊之下，驚恐萬分的索姆奈當即失去視力。「我再也看不到襲擊我的人，也看不到房裡的其他人或物。我其後的舉動幾乎是無意識的，出於自衛本能。」他後來回憶道。

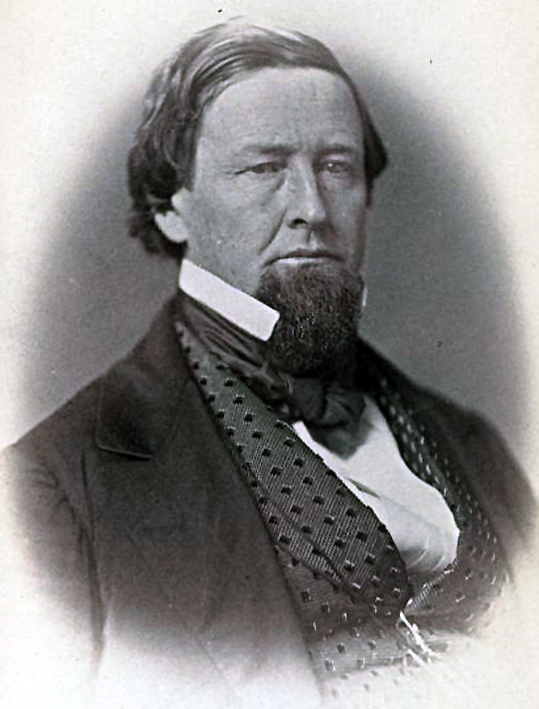
同樣給布魯克斯出主意，事發時也一道的眾議員亨利·阿隆佐·艾德蒙森

索姆奈被打倒在地，困在以螺栓固定於地板上的沉重桌子下。他的椅子是沿滑軌來回移動來靠進桌子裡。索姆奈沒辦法把椅子後挪以逃脫，或是沒想過要這麼做，就這樣被椅子壓進桌子底下。布魯克斯繼續毆打，直到索姆奈起身把桌子從地板中扯出來，試圖擺脫布魯克斯。索姆奈此時已被自己的血弄得睜不開眼。他踉蹌地走上過道，雙臂箕張，徒勞地試圖自衛，但反成布魯克斯更大、更易攻擊的目標。布魯克斯繼續「盡（我）全力」披頭蓋臉地毆擊其頭、臉和肩膀。即使手杖都打斷了，布魯克斯也沒停手，繼續用鑲金的那頭痛毆索姆奈。索姆奈踉蹌抽搐著倒地不起。 「哦，上帝，」他喘著氣說：「哦！哦！」索姆奈被打到昏過去。但據布魯克斯所言，他倒地前不久「像牛犢一樣嚎叫」。布魯克斯抓住倒下的索姆奈，一手攥其衣領，另隻手繼續揮杖揍人。試圖幫助索姆奈的幾位議員都被艾德蒙森攔住。艾德蒙森對人大喊大叫，要他們別插手。而凱特揮舞著自己的手杖和手槍，喊道：“別管閒事！”和“別管閒事，天殺的你們，別管閒事！” 
參議員約翰·J·克里滕登試圖介入調停，懇求布魯克斯別打死索姆奈。參議員羅伯特·圖布斯隨後又為克里滕登說情，要凱特別傷及無辜。不過圖布斯後來也表示，並不反對布魯克斯痛揍索姆奈，事實上他也贊同這種做法。
眾議員安伯洛斯·史本賽·毛瑞和愛德溫·巴伯·摩根終得介入並制止布魯克斯，他這才悄悄離開議事廳。毛瑞在參議院警衛官鄧寧·羅伯特·麥克尼爾幫忙下，兩人在索姆奈恢復意識後攙他走進衣帽間。索姆奈得獲急救，縫了幾針。眾議院議長納撒尼爾·普蘭提斯·班克斯和參議員亨利·威爾遜幫著索姆奈乘馬車回到住處，在那裡接受進一步的治療。布魯克斯在離開國會大廈前也需要診治一下，他在一次揮擊中往後敲到自己右眼上方。
布魯克斯拿來打人的手杖斷成數截，被留在參議院議事廳血跡斑斑的地板上。艾德蒙森找回了包括鑲金手杖頭在內的部分殘骸，將帶杖頭部分交給美國眾議院警衛官亞當·約翰·格洛斯布倫納。手杖這部分最終收藏於波士頓的老州議會大廈博物館中，於打磨邊緣並進行表面處理後展出。南方議員們把埃德蒙森從參議院地板上找到的其餘殘骸做成戒指，穿進項鍊載在脖子上，以示堅定支持布魯克斯。布魯克斯曾吹噓道：「（我的手杖殘骸）被當成聖物求取。」

## 後果

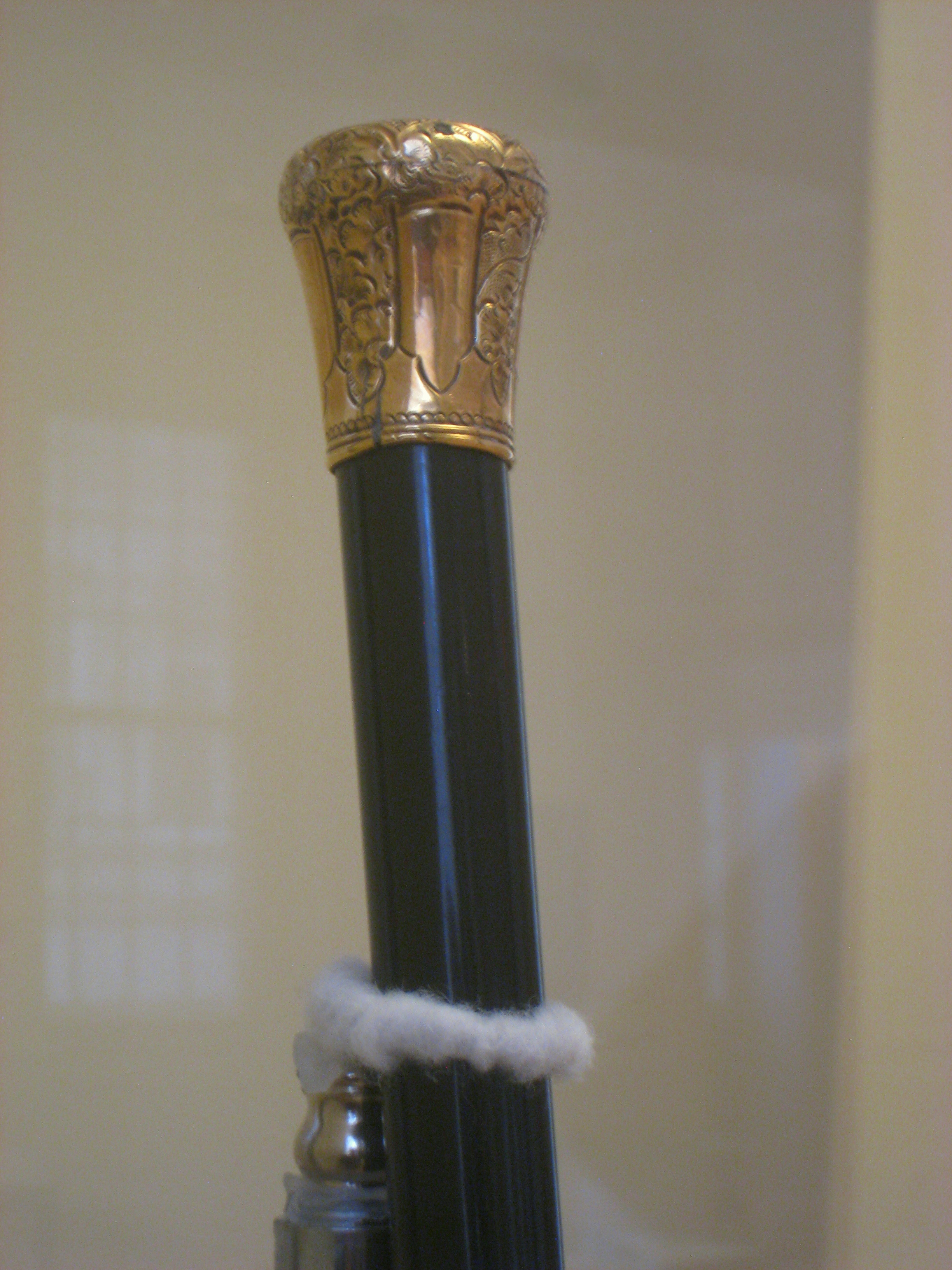
布魯克斯杖擊查爾斯·薩姆納時所用手杖的剩餘部分展出於波士頓老州議會大廈博物館中

此事件暴露了美國國內的兩極分化已蔓延進參議院。索姆奈在北方成了烈士，布魯克斯則在南方成了英雄。北方人義憤填膺。《辛辛那提公報》寫道：「南方哪裡都不能容忍言論自由，連在華盛頓都會憑棍棒和獵刀扼殺之，就如他們現在試圖在堪薩斯州以屠戮、劫掠和謀殺扼殺之。」《紐約晚報》的威廉·寇倫·布萊恩問道：“事情難道真到了這種地步，我們在南方主子面前說話還得輕聲細語嗎？……我們得像他們懲治奴隸一樣的受懲嗎？難道我們這些也是奴隸，終身奴隸，也得成為他們痛揍的標的，如果不能屈從以取悅他們嗎？”數千人在波士頓、奧爾巴尼、克利夫蘭、底特律、紐哈芬、紐約、和普羅維登斯集會支持索姆奈，分送其逾百萬份的講稿。杖擊後兩週，拉爾夫‧沃爾多‧愛默生描述了這起事件所代表的分裂：「我看不出野蠻社會和文明社會要如何共組國家。我認為我們必須廢掉奴隸制，或廢掉自由。」
反之，布魯克斯卻受到了南方報紙的讚揚。《李里蒙詢問報》發表社論稱，索姆奈就該“每天早上”都挨揍；稱讚這次襲擊“構思巧妙，執行得當，後果尤佳”；並譴責“參議院裡這些粗俗的廢奴主義者”。他們“被允許不戴項圈跑太久都野了，就必須掄棍子把他們都打服”。南方人奉上數百根新手杖給布魯克斯，擁護其毆擊行為。其中一根還刻上「再打他一頓」。布魯克斯也因捍衛了南方人所聲稱受索姆奈演講所玷污的南卡羅來納州聲譽而備受讚揚。《約克維爾詢問報》論及「南卡羅來納州或為其子弟至感自豪」還繼續寫道：「他已明示為她受辱之名聲伸張正義的意願。」總的來說，南方報紙認為索姆奈的演講粗鄙，布魯克斯的回應理所應當。
麻薩諸塞州眾議員蒲安臣公開羞辱布魯克斯，激他向自己發起決鬥，卻又提出若干條件恫嚇布魯克斯退讓：作為被挑戰的一方，身為神槍手的蒲安臣可選擇武器和場地。他選擇的是尼加拉瀑布位於加拿大一側的步槍場，那裡不受美國的反決鬥法管轄。布魯克斯於是撤回了挑戰，聲稱他不想冒承受暴力對待之險穿越北方州前往尼加拉瀑布。
索姆奈的麻薩諸塞州籍同僚亨利·威爾遜參議員稱布魯克斯的毆打行為“野蠻、兇殘且懦弱”，布魯克斯以決鬥挑戰回應威爾遜。威爾森回絕，稱無論就法律角度或個人信念都無法參與決鬥，並稱之為「野蠻文明的殘跡」。針對布魯克斯可能在參議院中攻擊他的傳言，威爾遜告訴媒體：「我從不找麻煩，現在也沒這意思，但我將赴職責之所在，不受任何威脅之影響。」威爾遜繼續履行其參院職責，布魯克斯也未踐行其威脅。
南方人嘲笑索姆奈，稱他裝傷。他們認為布魯克斯所用的手杖沒有沉重到足以造成嚴重傷害。還聲稱布魯克斯打索姆奈沒幾下，力道也沒重到足以引起嚴重的健康問題。其實，索姆奈的頭傷致其餘生中始終要忍受著使人衰弱的慢性疼痛，還有符合現在所說的創傷性腦損傷和創傷後壓力症等症狀；他耗時三年後康復才重返參議院職位。麻薩諸塞州刻意不找人接替，把他的空辦公桌就留在參議院，醒目地提醒著這件事。他在1857年連任，但直到1859年才就職。
布魯克斯聲稱無意打死索姆奈，不然會另尋武器。布魯克斯在眾議院發表演講自辯稱「並非不敬參院」或眾院才襲擊索姆奈。布魯克斯後因襲擊罪被捕。他在哥倫比亞特區法院受審，被判有罪，罰鍰300美元(相當於2024的10,500元)，但沒有被判入獄。要求驅逐布魯克斯出眾議院的動議未能通過，但他於7月15日辭職，以便經由補選來檢視民意對其行為之准否。民意是准的。8月1日投票後，布魯克斯很快又重新任職，並於1856年下半連任，但於新任期開始前死於哮吼。
凱特受到眾議院譴責。他辭職以示抗議，但因所為受其選民認可，在一個月內又以壓倒性多數勝選回任。1858年，凱特試圖掐死賓夕法尼亞州共和黨眾議員加盧沙·格羅，就因為在眾議院的爭論中被叫成“黑人役使者”。
對艾德蒙森的譴責則未能在眾議院取得多數。
史家威廉·吉納普總結布魯克斯的「襲擊對於將苦苦掙扎的共和黨轉為主流政治力量至關重要」。在1856年選舉中，新成立的共和黨利用「血濺堪薩斯」和「血濺索姆奈」的雙重宣傳取得進展，兩者都將支持奴隸制的民主黨人描繪成極端分子。雖然民主黨還是贏得了1856年美國總統選舉，並藉由五分之三妥協案擴大了在眾議院的多數優勢，但共和黨在州議會選舉中取得重大進展，從而在美國參議院選舉中獲勝，因為參議員是由州議會選舉產生。堪薩斯州的流血事件和索姆奈受襲令共和黨人團結一致，為其贏得1860年美國總統大選奠定勝基。
在1856年國會的跛鴨會期中，布魯克斯演講呼籲接納堪薩斯州，「即使其州憲反對奴隸制」。其和解性的語調令北方印象深刻，卻令奴隸制支持者們失望。
這次杖擊也是廢奴主義領袖約翰·布朗在波塔瓦托米大屠殺中綁架殺害五名支持奴隸制的定居者的動機之一。